# Карнарвън (замък)
Замъкът Карнарвън (на уелски: Castell Caernarfon) е средновековен замък в град Карнарвън, графство Гуинед, Северозападен Уелс.

## История
От късния XI в. в града има мот и бейли замък до 1283 г., когато крал Едуард I започва да го замества с настоящата каменна конструкция. Градът и замъкът от времето на Едуард служат като административен център на северен Уелс и в резултат на това укрепленията са построени в голям мащаб. Преднамерено е направена връзка с римското минало на Карнарвън – наблизо е римският форт Сегонциум – и стените на замъка напомнят за стените на Константинопол.
Докато замъкът се строи, градски стени се строят около Карнарвън. Строежът струва между £20 000 и £25 000 от началото до края на работата през 1330 г. Въпреки че замъкът изглежда отвън като почти завършен, вътрешните сгради не са оцелели и много от строителните планове не са завършени. Градът и замъкът са плячкосани през 1294 г., когато Мадог ап Лиуелин води бунт срещу англичаните. Карнарвън е превзет обратно през следващата година. По време на въстанието на Глиндур през 1400 – 1415 г., замъкът е обсаден. Когато тюдоровата династия се възкачва на английския престол през 1485 г., напреженията между уелсците и англичаните започват да намаляват и замъците се считат за по-малко важни. В резултат на това замъкът Карнарвън е занемарен.
Въпреки запуснатото си състояние, по време на Английската гражданска война замъкът е държан от роялисти и е обсаждан трикратно от парламентарните сили. Това е последният път, когато замъкът се използва във война. Замъкът Карнарвън е занемараен до 19 век, когато държавата финансира ремонт. През 1911 г., замъкът Карнарвън се използва за инвеститура на Принца на Уелс и отново през 1969 г. Той е част от групата обекти от световното наследство на Юнеско Замъци и крепости на Едуард I в Гуинед.
Първите укрепления в Карнарвън са построени от римляните. Техният форт, който наричат Сегонциум, е в покрайнините на съвременния град. Фортът е разположен в близост до брега на р. Сейонт; вероятно е фортът да е бил разположен там поради прислонената природа и защото трафикът нагоре по р. Сейонт щял да може да снабдява Сегонциум. Името Карнарвън произлиза от римските укрепления. На уелски мястото е наречено „y gaer yn Arfon“, което означава „крепостта в земята срещу Мон“; Мон е уелското име на остров Ангълси. Малко е известното за съдбата на Сегонциум и неговото свързано цивилно селище след като римляните напускат Британия в началото на 5 век.

### Ранен замък
След Норманското нашествие Уилям Завоевателя обръща вниманието си към Уелс. Според Книгата на Страшния съд от 1086 г., норманът Робърт от Рудлан е формално управител на цял северен Уелс. Той е убит от уелсците през 1088 г. Неговият братовчед, графът на Честър, Хю д'Авранш, възстановява норманския контрол над северен Уелс като построява три замъка: един на незнайно място някъде в Мейрионид, един в Аберлейниог на Ангълси и друг в Карнарвън. Този ранен замък е на полуостров, ограден от р. Сейонт, и протокът Менай; той е бил мот и бейли, защитаван от дървена палисада и земни брегове. Докато мотът или могилата е интегриран в по-късния Едуардов замък, местоположението на първоначалното бейли е несигурно, въпреки че може да е било североизточно от мота. Разкопките на мота през 1969 г. не разкриват следи от средновековно обитание, което предполага, че останките са били премахнати. Вероятно мотът е бил надграден от дървена кула, известна като донжон. Уелсците си възвръщат Гуинед през 1115 г. и замъкът Карнарвън става владение на уелските принцове. От съвременни документи, написани в замъка е известно, че Лиуелин Велики, а по-късно Лиуелин ап Груфид престояват от време на време в Карнарвън.

### Едуардов замък
На 22 март 1282 г. отново избухва война между Англия и Уелс. Уелският лидер, Лиуелин ап Груфуд, умира по-късно през годината на 11 декември. Брат му Дафид ап Груфид продължава войната срещу англичаните, но през 1283 г. Едуард I е победител. Едуард преминава през северен Уелс, превземайки замъци като този в Долуиделан и основавайки свой собствен замък в Конуи. Войната най-сетне приключва през май 1283 г., когато замъкът Долбадарн, последният замък на Дафид ап Груфид, е превзет. Скоро след това, Едуард започва да строи замъци в Харлек и Карнарвън. Замъците в Карнарвън, Конуи и Харлек са най-впечатляващите по онова време в Уелс, и тяхното строителство – заедно с други Едуардови замъции в страната – помагат за установяването на английско управление. Главният зидар, направил проекта и ръководил строителството на замъка, вероятно е Джеймс от Сейнт Джордж, опитен архитект и военен инженер, който играе важна роля в построяването на Едуардовите замъци в Уелс. Според Flores Historiarum, по време на построяването на замъка и планирания град, в Карнарвън е открито тялото на римския император Магн Максим и Едуард I нарежда повторното му погребение в местна църква.
Построяването на новия каменен замък е част от строителна програма, което преобразява Карнарвън; добавени са градски стени, свързани със замъка и е построен нов кей. Най-ранното свидетелство за строеж в Карнарвън датира от 24 юни 1283 г., когато е изкопан ров, отделящ замъка от града на север. Около мястото е построена ограда, bretagium, за да го защитава, докато се строят трайните укрепления. Дървеният материал се докарва от Ливърпул. Камъните се добиват от близки места, като Ангълси и около града. Стотици работници изкопават рова и основите на замъка. С разширението на замъка той започва да засяга града и в интерес на строителството са премахнати някои къщи. На жителите се плаща компенсация след три години. Докато се създават основите за каменните стени, за Едуард и неговата кралица Елеонор Кастилска са построени апартаменти. Те пристигат в Карнарвън на 11 или 12 юли 1283 г., и остават повече от месец. Според Рудланския статут от 3 март 1284 г. Карнарвън става административен център на графство Гуинед.
Тук се ражда Едуард II на 25 април 1284 г. Той е обявен за принц на Уелс през 1301 г., с контрол над Уелс и неговите доходи и оттогава насам титлата традиционно се държи от най-възрастния син на монарха. Според една легенда, кралят обещал на уелсците „принц, роден в Уелс, който не говори и дума английски“ и изненадващо им представя невръстния си син; но историята може и да е апокрифна, тъй като се проследява назад само до 16 век. През 1284 г., Карнарвън е отбраняван от гарнизон от четиридесет мъже, повече от гарнизоните от по тридесет на Конуи и Харлек.
През 1294 г., в Уелс избухва бунт, воден от Мадог ап Лиуелин, принц на Уелс. Като административен център и символ на английската власт, Карнарвън е нападнат от уелсците. Силите на Лиуелин превземат града през септември, но силно повреждат градските стени. Замъкът е защитаван само от ров и временна барикада. Той бързо е превзет и подпален. През лятото на 1295 г., англичаните настъпват, за да превземат Карнарвън. До ноември на същата година те започват да укрепват града. След потушаването на бунта Едуард започва строежа на замъка Биумарис на о. Ангълси. Строежът продължава с постоянно темпо до 1330 г.
От 1284 до 1330 г., когато завършват записите, са похарчени между £20 000 и £25 000 за Карнавън и градските стени. Това е огромна сума, пред която разходите за замъци като Доувър и Шато Гаяр, които са сред най-скъпите и впечатляващи укрепления от края на 12 и началото на 13 век, изглеждат незначителни.

### По-късна история
За два века след Едуард градът е на практика столица на северен Уелс. Най-важните административни длъжности са затворени за уелсци. Напрежението между уелсците и техните английски завоеватели води до избухването на въстанието на Глиндур (1400 – 1415). По време на бунта Карнарвън е една от целите на армията на Оуайн Глиндур. Градът и замъкът са обсадени през 1401 и през ноември същата година наблизо се състои битката при Тутхил между защитниците на Карнарвън и обсаждащата войска. През 1403 и 1404, Карнарвън е обсаден от уелски войски с подкрепата на френски сили, но гарнизонът устоява, макар че наброява само около тридесет души. Възкачването на Тюдоровата династия на престола възвестява промяна на начина на управление на Уелс, тъй като Тюдорите са с уелски произход и враждебността между уелсците и англичаните намалява. В резултат на това замъци като Карнарвън, от които страната да се администрира, губят значението си. Те са занемарени и през 1538 г. се докладва, че много замъци в Уелс са в „moche ruynous and ferre in decaye for lakke of tymely reparations“. (много западнали и в процес на разпадане поради липса на навременна поддръжка).
В случая с Карнарвън стените на града и замъка остават в добро състояние, докато покривите се разпадат, тъй като дървото загнива. До 1620 г. от седемте кули и двете сгради на портите покрити остават само орловата кула и Кралската порта. Въпреки разрухата на жилищните сгради укрепленията на замъка са в достатъчно добро състояние да бъдат заети от роялистите по време на Английската гражданска война. Замъкът Карнарвън е обсаден трикратно по време на войната. През 1646 г. замъкът е предаден на парламентарните сили от констабула Джон Байрън. Това е последният път, когато за замъка се води битка. През 1660 г. е заповядано замъкът и градските стени да бъдат разрушени, но заповедта не се изпълнява.
През 1911 г., Карнарвън е използван за място на коронацията на Принца на Уелс (по-късно крал Едуард VIII) за първи път, по идея на премиера Дейвид Лойд Джордж. Церемонията се повтаря през 1969 г. с коронацията на сегашния носител на титлата Чарлз, принц на Уелс (макар че той е принц на Уелс от 1958). Въпреки че Карнарвън е собственост на британската корона от построяването си, понастоящем замъкът се поддържа от отдела за поддържане на исторически сгради на уелското правителство.
През 1986 г., Карнарвън е добавен в списъка на ЮНЕСКО с обекти на Световното културно наследство като част от „Замъците и градските стени на крал Едуард в Гуинед“ като признание на глобалната му значимост и за да се помогне за поддръжка и защита на обекта. Замъкът поддържа Музея Royal Welch Fusiliers.